# Karin Bruder
Karin Bruder (* 1960 in Kronstadt) ist eine deutsche Kinder- und Jugendbuchautorin.
Geboren im siebenbürgischen Kronstadt kam sie im Alter von zehn Jahren nach Deutschland. Sie studierte Landespflege in Höxter. Seit 1999 schreibt sie Kinder- und Jugendbücher sowie Erzählungen. Daneben ist sie als Leiterin von Schreibwerkstätten tätig. Karin Bruder ist Mitglied des Verbandes Deutscher Schriftsteller und der GEDOK Karlsruhe. Sie erhielt 2002, 2005 und 2011 ein Stipendium des Förderkreises Deutscher Schriftsteller in Baden-Württemberg, 2007 den Frau Ava Literaturpreis. Mit ihrem Buch „Zusammen allein“ wurde sie für den Deutschen Jugendliteraturpreis 2011 nominiert. Sie arbeitet und lebt in der Nähe von Karlsruhe.

## Werke
- Weiße Jahre, J. S. Klotz Verlagshaus, 2021, ISBN 978-3-948968-27-4.
- Zusammen allein, dtv Reihe Hanser, 2016, ISBN 978-3-423-62629-3.
- Panama, dtv Reihe Hanser 2015, ISBN 978-3-423-65019-9.
- Haifische kommen nicht an Land, Peter Hammer Verlag, 2015, ISBN 978-3-7795-0513-6.
- Primo hilft Hex Rex, G.Braun Buchverlag, 2012, ISBN 978-3-7650-8636-6.
- Asphaltsommer, dtv Reihe Hanser, 2012, ISBN 978-3-423-41450-0.
- Zusammen allein, dtv Reihe Hanser, 2010, ISBN 978-3-423-62450-3.
- Primo findet Hex Rex, G.Braun Buchverlag, 2010, ISBN 978-3-7650-8586-4.
- Die Erben der Pharaonin, Ueberreuter Verlag, 2004, ISBN 3-8000-5103-6.
- Katzenzauber für Kolumbus, Metz Verlag, 1999, ISBN 3-927655-34-1.

## Auszeichnungen
- Literaturstipendien des Förderkreises Deutscher Schriftsteller in Baden-Württemberg 2002, 2005 und 2011
- Nominierung für den Jugendliteraturpreis 2011
- Auswahlliste des Deutschlandfunks, Januar 2011
- Buch des Monats, Oktober 2010, gewählt von der Deutschen Akademie für Kinder- und Jugendliteratur e.V.
- Frau Ava Literaturpreis 2007